# Małgorzata Grabowska-Kozera
Małgorzata Grabowska-Kozera (ur. 1 stycznia 1962 w Warszawie) – polska działaczka opozycji politycznej w PRL, piosenkarka z kręgu poezji śpiewanej, scenograf, kostiumograf teatralny.

## Życiorys
Absolwentka Akademii Sztuk Pięknych w Warszawie. Od jesieni 1980 roku działaczka Niezależnego Zrzeszenia Studentów na ASP i kolporterka wydawnictw niezależnych (m.in. książek NOWej, Kręgu, Głosu). Delegatka z ramienia ASP podczas strajku na Politechnice Warszawskiej (10.-14.12.1981). W latach 1982–1988 współpracownik podziemnego NZS (ASP) i Grupy Oporu „Solidarni” w charakterze łączniczki Teodora Klincewicza, kolporterki wydawnictw podziemnych w Legionowie oraz w środowiskach studenckich w kraju. W 1982 roku uczestniczyła: w akcji pomocy internowanym i ich rodzinom, akcjach ulotkowych, plakatowych i malowania na murach haseł antykomunistycznych. Po 1987 roku była zaangażowana w rozdzielanie darów w Parafii św. Jana Kantego w Legionowie. Ponadto pracowała jako redaktor techniczny i składacz w mieszczącej się w jej mieszkaniu drukarni Tygodnika Mazowsze, Słowa oraz kartek okolicznościowych i ulotek GOS. W latach 1983–1991 występowała z wywodzącą się z nurtu poezji śpiewanej Orkiestrą Teatru ATA (Nagroda Główna – Brązowa Statuetka zdobyta na Ogólnopolskich Spotkaniach Zamkowych „Śpiewajmy Poezję '85”; II nagroda na Krajowym Festiwalu Piosenki Polskiej Opole '87; recital zrealizowany w 1991 roku dla TVP2). W roku 1985 uczestniczyła w akcji wieszania tablic pamiątkowych na warszawskim Barbakanie i powieszenia kukły gen. Wojciecha Jaruzelskiego. W latach 1989–1991 członek Komitetu Obywatelskiego w Legionowie. Od 1991 roku scenograf teatralny, telewizyjny i filmowy, a także kostiumograf teatralny, współpracujący m.in. z Telewizją Polską. Od 2002 roku członek Stowarzyszenia „Legionowo - Mała Ojczyzna”, zaś od 2003 związana jest ze Stowarzyszeniem Wolnego Słowa. Autorka instalacji Po nici światła, upamiętniającej 60. rocznicę Powstania Warszawskiego (2004); współautorka stałej ekspozycji w Muzeum Księdza Jerzego Popiełuszki.